# Rota das Bandeiras
A Concessionária Rota das Bandeiras S.A. assumiu a administração do Corredor Dom Pedro em 3 de abril de 2009, por meio de um contrato de concessão firmado com o Governo do Estado de São Paulo, com validade de 30 anos.
Nesse período, a Concessionária investirá R$ 3,5 bilhões em obras de manutenção, recuperação e modernização dos 297 km da malha viária que compõe o Corredor Dom Pedro, sendo R$ 2,3 bilhões investidos até o final de 2018.
O Corredor Dom Pedro está localizado em um ponto estratégico para o escoamento da produção nacional, garantindo a ligação do Vale do Paraíba com a Região Metropolitana de Campinas (RMC) e o Circuito das Frutas. Engloba 17 cidades de uma das áreas mais desenvolvidas do país, que reúne 2,5 milhões de moradores.

## Rodovias abrangidas
As rodovias que compõem o Corredor Dom Pedro são:
- Rodovia D. Pedro I (SP-065), do km 0, conexão com a SP-070, ao km 145+500, entre Jacareí e Campinas
- Anel Viário José Roberto Magalhães Teixeira (SP-083), do km 0 ao km 18+100, entre Campinas e Valinhos
- Rodovia Professor Zeferino Vaz (SP-332), do km 110+280 ao km 187+310, entre Campinas e o distrito de Martinho Prado, em Mogi Guaçu
- Rodovia Engenheiro Constâncio Cintra (SP-360), do km 61+900 ao km 81+220, entre Itatiba e Jundiaí
- Rodovia Romildo Prado (SP-063), do km 0 ao km 15+700, entre Itatiba e Louveira

Além dessas cinco rodovias, a Rota das Bandeiras também responde pela administração de três vias de ligação. São elas:
- SPA-122/065: acesso a Valinhos, do km 0 ao km 4+250
- SPA-067/360: acesso a Jundiaí, do km 0 ao km 2+400
- SPA-114/332: acesso a Barão Geraldo, do km 0 ao km 0+600

## Cidades abrangidas
O percurso do trecho sob concessão compreende 17 municípios localizados no estado de São Paulo. São eles:
- Artur Nogueira
- Atibaia
- Campinas
- Conchal
- Cosmópolis
- Engenheiro Coelho
- Igaratá
- Itatiba
- Jacareí
- Jarinu
- Jundiaí
- Louveira
- Mogi Guaçu
- Nazaré Paulista
- Paulínia
- Valinhos